# 丸山尚
丸山 尚（まるやま ひさし、1936年6月9日- ）は、日本の社会運動家、編集者。
長野県下高井郡富倉村（現飯山市）生まれ。1960年國學院大學文学部卒、現代評論社編集部に入り、『現代の眼』編集部をへてフリー。63年日本経営協会『NOMAプレスサービス』編集長。65年現代ジャーナリズム出版会編集長。「明日のジャーナリズムを考える会」を作る。71年日本ミニコミセンターを設立。76年住民図書館を設立、館長。住民図書館は2001年12月に廃館となり、所蔵資料は埼玉大学に引き継がれ、その後、2010年4月から立教大学共生社会研究センターに引き継がれている。
正木ひろしを人生の師、鈴木均をジャーナリズムの師として仰いでいる。

## 著書
- 『ローカル・ネットワークの時代 ミニコミと地域と市民運動』日外アソシエーツ 日外教養選書 1997
- 『ビジネスマン・OLのための楽しくスラスラ書く文章術』中央経済社 1994
- 『社内報の上手な活用法 こんなにも使える』二期出版 1989
- 『広報紙・社内報づくりの実務』中央経済社 1988
- 『ニューメディアの幻想』現代書館 1985
- 『ミニコミ戦後史 ジャーナリズムの原点をもとめて』三一書房 1985
- 『いま中学受験が燃えている』国書刊行会 1983
- 『企業広報のすべて 社外広報・PR・パブリシティ・社内報の効果的すすめ方』中央経済社 1981
- 『文章の書き方、直し方 誰にもわかる原稿の書き方とリライトの方法』交鈴社 実用編集シリーズ 1980

### 共著編著
- 『DTP・インターネット時代の広報紙・社内報のつくり方』古賀弘幸共著 中央経済社 2001
- 『「ミニコミ」の同時代史』編・著 平凡社 1985
- 『面白びっくり大全集』part 1-3 編著 三一新書 1982
- 『社内報 サラリーマンのジャーナリズム』鈴木均,石川弘義共著 東洋経済新報社 東経新書 1965